# Liste der Baudenkmäler in Stephansposching

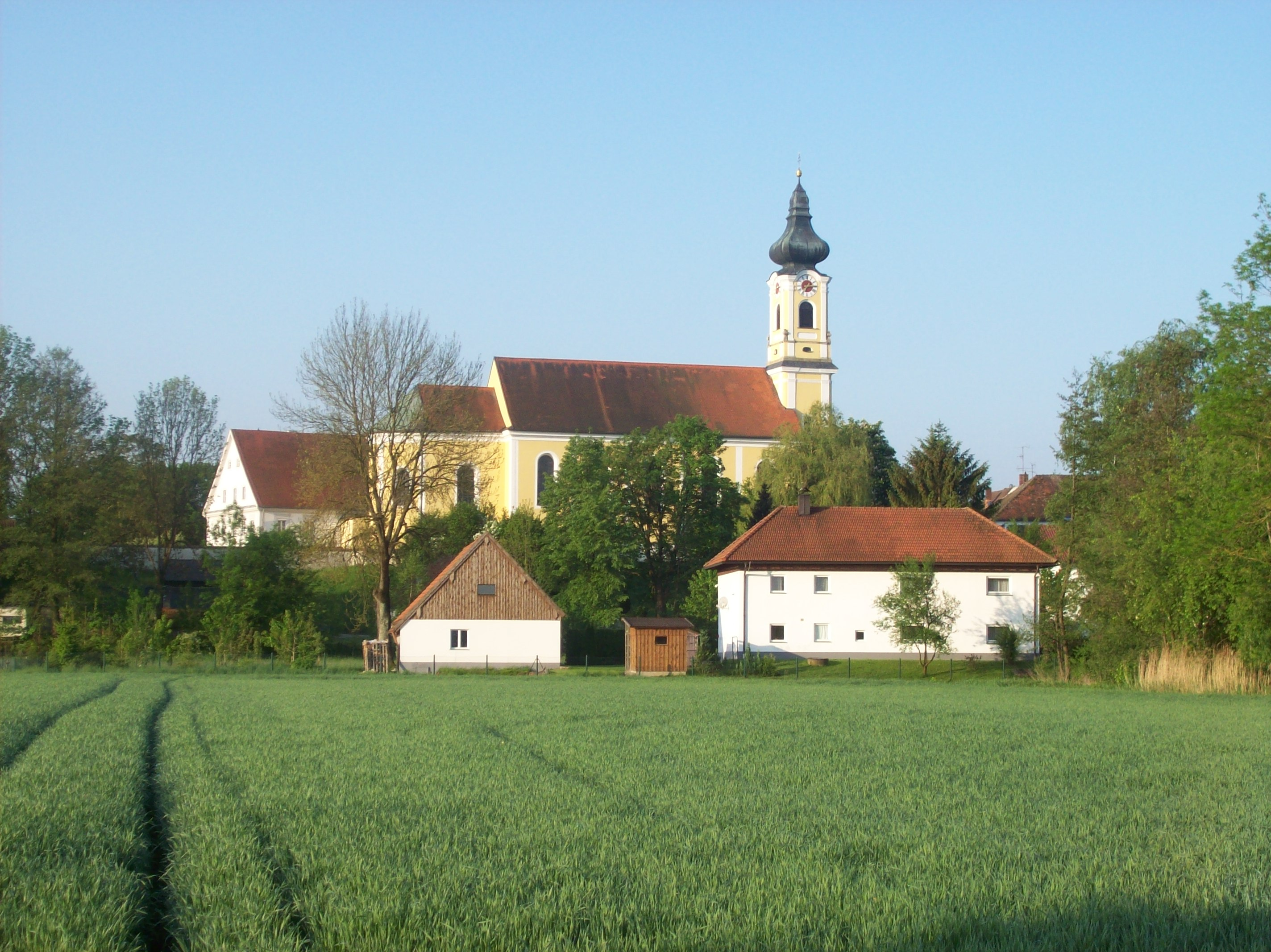
Blick auf Stephansposching

Auf dieser Seite sind die Baudenkmäler in der niederbayerischen Gemeinde Stephansposching zusammengestellt. Diese Tabelle ist eine Teilliste der Liste der Baudenkmäler in Bayern. Grundlage ist die Bayerische Denkmalliste, die auf Basis des Bayerischen Denkmalschutzgesetzes vom 1. Oktober 1973 erstmals erstellt wurde und seither durch das Bayerische Landesamt für Denkmalpflege geführt wird. Die folgenden Angaben ersetzen nicht die rechtsverbindliche Auskunft der Denkmalschutzbehörde.

## Baudenkmäler nach Ortsteilen

### Stephansposching
| Lage                      | Objekt                              | Beschreibung | Akten-Nr.    | Bild           |
| ------------------------- | ----------------------------------- | --- | ------------ | -------------- |
| Kirchenplatz 1 (Standort) | Katholische Pfarrkirche St. Stephan | neubarocker Saalbau mit eingezogenem Chor und barockem Westturm, Nord- und Westwand mit Turm von Benedikt Schöttl nach 1739, 1891 vergrößert; mit Ausstattung | D-2-71-151-1 | weitere Bilder |
| Kirchenplatz 4 (Standort) | Pfarrhaus                           | zweigeschossiger Satteldachbau mit profilierten Gesimsen und farbiger Fassadengliederung, bezeichnet 1714                                                     | D-2-71-151-2 | BW             |

### Bergham
| Lage                  | Objekt                                             | Beschreibung                                                                                | Akten-Nr.    | Bild                                               |
| --------------------- | -------------------------------------------------- | ------------------------------------------------------------------------------------------- | ------------ | -------------------------------------------------- |
| Pointweg 5 (Standort) | Katholische Filialkirche St. Petrus und Laurentius | gotischer Saalbau mit Nordturm, 15. Jahrhundert, Turm und Erweiterung 1905; mit Ausstattung | D-2-71-151-4 | Katholische Filialkirche St. Petrus und Laurentius |
| Pointweg 8 (Standort) | Ehemaliges Wohnstallhaus                           | Flachsatteldachbau mit Blockbau-Obergeschoss und Giebelschrot, bezeichnet 1787              | D-2-71-151-5 | BW                                                 |

### Fehmbach
| Lage                     | Objekt                           | Beschreibung | Akten-Nr.    | Bild |
| ------------------------ | -------------------------------- | --- | ------------ | ---- |
| Fehmbach 24 a (Standort) | Wohnstallhaus eines Vierseithofs | zweigeschossiger, giebelgeteilter Flachsatteldachbau mit drei Giebelschroten, Anfang 19. Jahrhundert; ehemaliger Stall, zweigeschossiger schmaler Satteldachbau, bezeichnet 1794 | D-2-71-151-7 | BW   |

### Freundorf
| Lage                    | Objekt    | Beschreibung                                  | Akten-Nr.    | Bild |
| ----------------------- | --------- | --------------------------------------------- | ------------ | ---- |
| Straßenäcker (Standort) | Bildstock | Steinpfeiler mit Laterne, 16./17. Jahrhundert | D-2-71-151-8 | BW   |

### Loh
| Lage                          | Objekt                                                 | Beschreibung | Akten-Nr.     | Bild           |
| ----------------------------- | ------------------------------------------------------ | --- | ------------- | -------------- |
| Irlbacher Straße 1 (Standort) | Katholische Wallfahrts- und Filialkirche zum Hl. Kreuz | barocker Wandpfeilersaal mit eingezogenem, im Kern spätgotischem Chor und Westturm, 1690–94, 1767–68 Rokokoisierung des Inneren; mit Ausstattung | D-2-71-151-10 | weitere Bilder |

### Michaelsbuch
| Lage                              | Objekt                              | Beschreibung | Akten-Nr.     | Bild           |
| --------------------------------- | ----------------------------------- | --- | ------------- | -------------- |
| Frühlingstraße 11 (Standort)      | Ehemaliges Wohnstallhaus            | zweigeschossiger, teilweise verputzter Blockbau mit steilem Frackdach und zweiseitig umlaufendem Schrot, zweite Hälfte 18. Jahrhundert | D-2-71-151-13 | BW             |
| Gamelbertstraße 18 (Standort)     | Pfarrhaus                           | dreigeschossiger stattlicher Walmdachbau mit reicher barocker Fassadengliederung, erbaut 1795                                          | D-2-71-151-12 | weitere Bilder |
| Sankt-Michaels-Platz 1 (Standort) | Katholische Pfarrkirche St. Michael | barocker Wandpfeilersaal mit eingezogenem Chor und Westturm, von Jakob Ruesch, 1728–31, Ausstattung ab 1751; mit Ausstattung           | D-2-71-151-11 | weitere Bilder |

### Rottenmann
| Lage                     | Objekt                                       | Beschreibung | Akten-Nr.     | Bild                                         |
| ------------------------ | -------------------------------------------- | --- | ------------- | -------------------------------------------- |
| Rottenmann 14 (Standort) | Katholische Filialkirche St. Pauli Bekehrung | kleiner barocker Saalbau mit eingezogenem spätgotischen Chor und Zwiebel-Dachreiter, Langhaus wohl 17. Jahrhundert; mit Ausstattung | D-2-71-151-14 | Katholische Filialkirche St. Pauli Bekehrung |

### Rottersdorf
| Lage                      | Objekt                             | Beschreibung                                                                                                | Akten-Nr.     | Bild                               |
| ------------------------- | ---------------------------------- | --- | ------------- | ---------------------------------- |
| Rottersdorf 21 (Standort) | Stadel                             | erdgeschossiger, teilweise ausgemauerter Blockbau mit Kniestock und Steildach, erste Hälfte 19. Jahrhundert | D-2-71-151-15 | BW                                 |
| Rottersdorf 23 (Standort) | Katholische Filialkirche St. Georg | kleiner Saalbau mit Zwiebel-Dachreiter, Anfang 18. Jahrhundert; mit Ausstattung                             | D-2-71-151-16 | Katholische Filialkirche St. Georg |

### Sautorn
| Lage                  | Objekt                                     | Beschreibung                                                       | Akten-Nr.     | Bild |
| --------------------- | ------------------------------------------ | ------------------------------------------------------------------ | ------------- | ---- |
| In Sautorn (Standort) | Katholische Filialkirche Unsere Liebe Frau | neugotischer kleiner Saalbau mit Dachreiter, 1856; mit Ausstattung | D-2-71-151-17 | BW   |

### Steinkirchen
| Lage                     | Objekt                                       | Beschreibung                                                                         | Akten-Nr.     | Bild           |
| ------------------------ | -------------------------------------------- | ------------------------------------------------------------------------------------ | ------------- | -------------- |
| Kapellenweg 3 (Standort) | Katholische Filialkirche St. Maria Magdalena | kleiner barocker Saalbau mit gotischem Chor und Dachreiter, um 1700; mit Ausstattung | D-2-71-151-18 | weitere Bilder |

### Uttenhofen
| Lage                    | Objekt                                       | Beschreibung | Akten-Nr.     | Bild                                         |
| ----------------------- | -------------------------------------------- | --- | ------------- | -------------------------------------------- |
| Kirchenweg 1 (Standort) | Katholische Filialkirche Unserer lieben Frau | barocker Saalbau mit eingezogenem Chor und Nordturm, Chor und Turmunterbau 15. Jahrhundert, Langhaus 1687; mit Ausstattung | D-2-71-151-20 | Katholische Filialkirche Unserer lieben Frau |

### Wappersdorf
| Lage                     | Objekt                       | Beschreibung                                                                    | Akten-Nr.     | Bild                         |
| ------------------------ | ---------------------------- | ------------------------------------------------------------------------------- | ------------- | ---------------------------- |
| Wappersdorf 4 (Standort) | Kapelle Zur Heiligen Familie | Kleiner Saalbau mit Zwiebel-Dachreiter, von Karl Pommer, 1923; mit Ausstattung  | D-2-71-151-21 | Kapelle Zur Heiligen Familie |
| Wappersdorf 5 (Standort) | Ehemalige Schule             | erdgeschossiger Walmdachbau mit langgezogenen Schlepp- und Giebelgaube, 1922/23 | D-2-71-151-22 | BW                           |

## Abgegangene Baudenkmäler
In diesem Abschnitt sind Objekte aufgeführt, die früher einmal in der Denkmalliste eingetragen waren, jetzt aber nicht mehr existieren, z. B. weil sie abgebrochen wurden. Aktennummern in diesem Abschnitt sind ehemalige, jetzt nicht mehr gültige Aktennummern.

| Lage                            | Objekt      | Beschreibung                                           | Akten-Nr.    | Bild |
| ------------------------------- | ----------- | ------------------------------------------------------ | ------------ | ---- |
| Fehmbach In Fehmbach (Standort) | Traidkasten | Zugehörig Traidkasten in Blockbau, 18./19. Jahrhundert | D-2-71-151-6 | BW   |